# Avalon Wasteneys
Avalon Wasteneys (* 31. August 1997 in North York, Ontario) ist eine kanadische Ruderin, die im Achter Olympiasiegerin und drei Jahre später Olympiazweite wurde.

## Sportliche Karriere
Avalon Wasteneys gewann 2018 den Titel im Achter bei den U23-Weltmeisterschaften. 2019 rückte sie in den kanadischen Achter in der Erwachsenenklasse auf und belegte den vierten Platz bei den Weltmeisterschaften in Linz/Ottensheim. Bei den erst im Juli 2021 ausgetragenen Olympischen Spielen in Tokio ruderte Wasteneys ebenfalls im kanadischen Achter und gewann die Goldmedaille vor den Neuseeländerinnen.  Im Jahr darauf gewann sie mit dem kanadischen Achter bei den Weltmeisterschaften 2022 in Račice u Štětí die Bronzemedaille hinter den Rumäninnen und den Niederländerinnen. Nach dem fünften Platz bei den Weltmeisterschaften 2023 in Belgrad gewann der kanadische Achter bei den Olympischen Spielen 2024 in Paris die Silbermedaille mit viereinhalb Sekunden Rückstand auf die Rumäninnen und 0,67 Sekunden Vorsprung vor dem britischen Achter.